# إيغون بريشر
إيغون بريشر (بالإنجليزية: Egon Brecher) مواليد 18 فبراير 1880 في أولوموتس - الوفاة 12 أكتوبر 1946 في هوليوود، كاليفورنيا، الولايات المتحدة، هو ممثل أمريكي بدأ مسيرته الفنية سنة 1903. من أعماله صف الملوك. امتدت مسيرته الفنية لأكثر من 43 عاما.

## روابط خارجية
- إيغون بريشر على موقع IMDb (الإنجليزية)
- إيغون بريشر على موقع ألو سيني (الفرنسية)
- إيغون بريشر على موقع أول موفي (الإنجليزية)
- إيغون بريشر على موقع قاعدة بيانات برودواي على الإنترنت (الإنجليزية)
- إيغون بريشر على موقع قاعدة بيانات الأفلام السويدية (السويدية)
- إيغون بريشر على موقع قاعدة بيانات الفيلم (الإنجليزية)
- إيغون بريشر على موقع كينوبويسك (الروسية)